# كليس
كليس، هي قرية تقع بالقرب من حصن على جبل تحمل نفس الاسم. وهي تقع في وسط دالماسيا في كرواتيا. ويبلغ عدد سكانها 2,621 نسمة بحسب تعداد 2001.